# والکین
والکین (انگلیسی: Vulcain) شرکت ساعت‌سازی سوئیسی است، که در سال ۱۸۵۴ تأسیس شد.